# George Daniel Savu
 George Daniel Savu (Boekarest, 20 maart 1983) is een Roemeense voetbalkeeper, beter bekend onder de naam Savu.  Na zijn anderhalf jarig contract bij FC Cartagena, waar hij tweede doelman was, vond hij vanaf seizoen 2014-2015 onderdak bij reeksgenoot Arroyo CP.
De speler heeft zijn jeugdopleiding gekend in Boekarest bij Sportul Studențesc.
Hij startte zijn professionele carrière tijdens het  seizoen 2006-2007 bij de voormalige Roemeense club Fotbal Club Săcele, een van de teams met traditie uit de provincie Braşov en tijdens dat seizoen uitkomend in de Liga 1 (toen nog Divizia A genoemd).  De ploeg zou echter financiële problemen kennen, aangezien haar belangrijkste sponsor, de Factory Electro-Precizia, zijn steun terugtrok en  het stadion afstond aan de lokale autoriteiten.  Als gevolg hiervan tekende de speler in januari 2007 voor Dacia Chisinau,  een ploeg uit de Divizia Națională, het hoogste niveau van Moldavische voetbalcompetitie.  Op het einde van het seizoen eindigde de ploeg op de vierde plaats en plaatse zich zo voor de UEFA Intertoto Cup 2007.  De speler verlengde zijn contract voor het seizoen 2007-2008, maar moest zich tevreden stellen met een invallersrol achter de Moldavische doelman Mihail Moraru.
Daarom tekende hij in januari 2008 voor Ceahlăul Piatra Neamț, een ploeg die vocht voor zijn behoud in de hoogste Roemeense klasse, de Liga 1.  De ploeg kon zijn doelstelling niet waarmaken, waardoor de speler voor het seizoen 2008-2009 afdaalde naar de Liga 2. De ploeg werd echter onmiddellijk kampioen in de Serie 1 en kon zo terugkeren naar het hoogste niveau.  De speler volgde de club voor het seizoen 2009-2010.  Het werd echter een moeilijk kampioenschap waardoor de speler in januari 2010 werd uitgeleend aan CS Concordia Chiajna, een bescheiden ploeg uit de Liga 2. 
Toen bleek dat zijn club,  Ceahlăul Piatra Neamț, terugkeerde naar de Liga 2, keerde ook Savu terug voor het seizoen 2010-2011.  Maar de speler verliet de ploeg in januari 2011 om terug te keren naar de Liga 1 bij FC Victoria Brănești.  Het was voor de ploeg het eerste seizoen op het hoogste niveau en de ploeg zou zich trouwens ook niet kunnen handhaven.
Daardoor kwam Savu voor het seizoen 2011-2012 weer terecht in de Liga 2, aangezien hij zijn contract verlengde bij FC Victoria Brănești.  Maar wederom tekende hij in januari 2012 voor reeksgenoot FC Olt Slatina.  Met deze ploeg zou hij vijfde eindigen.
Voor het seizoen 2012-2013 tekende hij een contract bij het Spaanse Atlético Sanluqueño CF, een ploeg uit de Segunda División B.  Hij werd basisspeler maar de ploeg vocht voor het behoud.  Daarom tekende hij in januari 2013 voor reeksgenoot FC Cartagena, dat op dat ogenblik de tweede plaats bekleedde en uitzicht had op de eindronde die de stijgers naar de Segunda División A zouden aanduiden. Op 24 februari 2013 zou hij zijn debuut maken in de 51ste minuut tegen CD San Roque nadat basisspeler Víctor Ibañez Pascual een penalty veroorzaakte en daardoor rood kreeg.  Dit debuut was succesvol gezien het feit dat de doelman de penalty stopte.  De daaropvolgende wedstrijd liet hij zich betrappen op enkele schoonheidsfoutjes, die hem op de bank lieten tot aan het einde van het seizoen.  Door het vertrek van Victor naar het net naar Primera División  gepromoveerde UD Almeria, stond hij weer in pole position om zijn basisplaats af te dwingen voor het seizoen 2013-2014. Hij moest echter tijdens de seizoensstart de duimen leggen tegenover Jesús Reguillos Moya, beter bekend onder de roepnaam "Limones", die tijdens de zomerperiode overgekomen was van reeksgenoot Lucena CF.  Voor het seizoen 2014-2015 werd zijn contract niet meer verlengd.
Voor het seizoen 2014-2015 vond hij onderdak bij reeksgenoot Arroyo CP.  Deze ploeg werd gecoacht door José Francisco Grao García, een trainer die hem overtuigd had om naar FC Cartagena te komen, maar die zelf ontslagen was voordat hij aankwam.  Het eerste seizoen werd geen succes met degradatie naar Tercera División als gevolg.  Ondanks dit volgde de Roemeen de ploeg en tekende bij voor het seizoen 2015-2016.
Tijdens het seizoen 2016-2017 keerde hij terug naar de streek rond Cartagena door te tekenen bij CF La Unión, een ploeg uit de Tercera División.
Ook het daaropvolgende seizoen 2017-2018 vond hij onderdak bij een reeksgenoot, het net gepromoveerde CF Minerva.  Ook daar werd hij eerste doelman en droeg bij aan een mooie elfde plaats in de eindrangschikking.
Tijdens seizoen 2018-2019 keerde hij terug naar CF La Unión.  Hij werd weer de basisspeler maar met een negentiende plaats volgde de degradatie.  De speler volgde de ploeg tijdens seizoen 2019-2020 naar de Preferente Murcia reeks, oftewel het vijfde niveau van het Spaanse voetbal.